# Duché de Lorraine
Pour les articles homonymes, voir Lorraine (homonymie).
Ne doit pas être confondu avec Duché de Mosellane ou Duché de Haute-Lotharingie.
959 – 1766
Entités précédentes :
- Duché de Mosellane[4] VIe au IXe siècle
- Lotharingie 855-959
- Duché de Haute-Lorraine Xe au XIIe siècle
- Comté, puis duché de Bar comme co-duché associé
- Comté de Vaudémont à partir de 1508
- Comté de Blâmont à partir de 1499
- Comté de Salm à partir de 1623
- Comté de Sarrewerden à partir du XVIIe siècle jusque 1735
- Comté de Deux-Ponts-Bitche à partir de 1604 pour le comté de Bitche
- Principauté épiscopale de Metz pour le pays de Sarrebourg à partir de 1464

Entités suivantes :
- Grand-gouvernement de Lorraine-et-Barrois

Le duché de Lorraine (en allemand : Herzogtum Lothringen) est un ancien État de type monarchie héréditaire qui existe pendant huit siècles. Il est issu du partage de la Lotharingie en 959 qui scinde ce vaste royaume en deux duchés distincts : la Basse-Lotharingie et la Haute-Lotharingie. À la suite de nombreux remaniements de son territoire mi-roman mi-germanique, le second duché, qui s'étendait encore jusqu'à Coblence à la confluence du Rhin et de la Moselle, actuellement en Allemagne, ainsi que jusque Bouillon en Belgique aujourd'hui, donne progressivement naissance à un duché qui sera le seul et dernier à garder le nom ancestral de Lorraine. Le qualificatif « Haute » sera très vite abandonné car l'État jumeau au nord n'aura qu'une durée de vie éphémère et la distinction entre les deux duchés de l'axe lotharingien ne s'imposait plus.
Ancien État du Saint-Empire romain germanique pendant 804 ans, puis souverain dès 1542 sans être statutairement sorti du Saint-Empire, le duché lorrain dure jusqu'en 1766, date de son intégration dans le royaume de France après une phase transitoire de tutelle française pendant le règne du duc Stanislas Leszczynski (à partir de 1737) et sous le contrôle de l'intendant Antoine-Martin Chaumont de La Galaizière.

## Clarification sémantique
Les actes et documents officiels du Moyen Âge en vieux français régional désignent le duché par le terme « Lohereigne » et les habitants par le gentilé « Loherainc ». Les graphies divergentes sont nombreuses pour ces deux mots mais, dans les faits, tous les termes utilisés pour parler de cette région d’Europe signifient la même chose : « le royaume de Lothaire ». En conséquence, la tentation de penser que Lotharingie et Lorraine représentent des territoires différents est très grande. En réalité, les deux appellations se croisent sans cesse suivant les sources et les actes officiels en fonction de la langue dans laquelle ils sont rédigés; si c'est en latin Lotharii Regnum, si c'est en francique Lotharingen et si c'est en lorrain Loherreine en pensant à prononcer le /H/ aspiré (prononcé : [lohəʁɛjn]). Comme l'administration lorraine ducale adopta très rapidement la langue française pour la rédaction de ses chartes et édits officiels, le terme français s'inspire de la forme romane lorraine qui ne peut inclure une aspiration. Lothaire devient « Loher », puis « Lor » et le royaume, « rèyne » ou « rèïgne » devient « raine ». Le même phénomène s'est produit en langue haut-allemande qui s'est inspirée du francique puisque la partie septentrionale de la Lotharingie coïncide totalement avec les terres franciques et bas franciques : Lothaire est « Lothar » et le royaume se dit « ring ». On notera donc que l'allemand n'a pas rendu le « Ring » par « Reich » comme dans Frankreich (France) ou Österreich (Autriche). Il est également intéressant de noter qu'une nouvelle forme latine s'est imposée dans les manuscrits à partir de la forme francique : Lotharingia.
En résumé, eu égard au fait que la Lotharingie était une terre avec deux familles de langues différentes, chaque habitant utilise la forme de sa propre région voire de son patois encore plus localisé. La forme latine était forcément plus représentée à l'écrit. Alta Lotharingia, Haute-Lorraine et Oberlothringen ne sont que trois formes phonétiques du même territoire. Toutefois, la recherche historique a introduit un nouveau concept sur la base du mot latin : la « Lotharingie ». Le but consiste à éviter d'utiliser le mot « Lorraine » quand il s'agit de parler du grand duché souche antérieur au duché de Haute-Lorraine. Pour éviter le télescopage avec le nom d'une région que chacun identifie aujourd'hui avec la région française, les historiens ont choisi d'utiliser le terme francisé « Lotharingie » car non seulement la superficie de ce duché mais aussi sa structure bigarrée et son fonctionnement divergeaient clairement de ceux du duché lorrain après l'an 1000.

## Géographie

### Haute-Lorraine

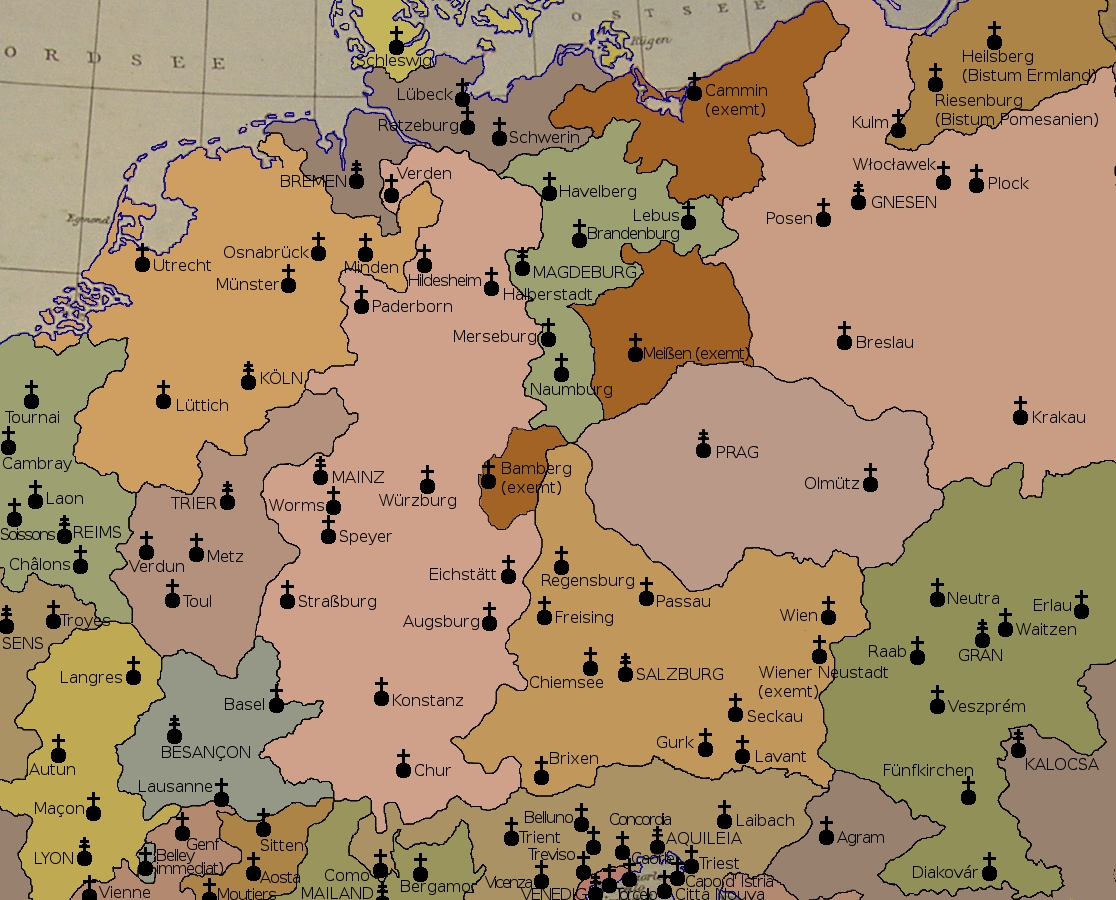
Provinces ecclésiastiques dans le Saint-Empire au XVIe siècle. La province de Trèves (ici Trier) indique le territoire du premier duché de Haute-Lorraine.

Le territoire de Haute-Lorraine (ou Haute-Lotharingie) coïncide en 959 au moment de sa création à la province ecclésiastique de Trèves comprenant l'archidiocèse de Trèves et les diocèses suffragants de Metz, Toul et Verdun. Il inclut également trois sous-divisions du diocèse de Reims actuel (Mézières, Mouzon, Doulcon). La Lorraine initiale s'organise autour de la Moselle de sa source au pied du col de Bussang dans les Vosges à sa confluence avec le Rhin à Coblence.
La Haute-Lorraine originelle était donc plus germanophone que ne le sera le futur duché de Lorraine puisqu'il faut y ajouter les populations germanophones du Palatinat, de la Sarre, de la principauté épiscopale de Trèves, le Luxembourg, le pays d'Arlon et d'Eupen en Belgique. On notera qu'il s'agit de régions appartenant à l'aire linguistique francique. Une partie de la Wallonie méridionale renforce l'aire francophone. Vu sous cet angle, on est moins surpris de constater la présence de Lorrains germanophones dans la partie septentrionale du futur duché, appelée alors Lorraine allemande ; le tracé des frontières ultérieur a coupé leur territoire d'une aire mosellane, sarroise et palatine initialement plus vaste. La parenté culturelle et linguistique ne fait du coup aucun doute et n'a rien à voir avec une quelconque invasion ou occupation des Allemands des siècles plus tard. La Lorraine a démarré son histoire clairement comme un État bilingue ou plutôt diglossique et l'est restée jusqu'à son annexion progressive à la France au XVIIIe siècle même si la perte des terres germanophones au nord de la Haute-Lorraine a donné l'avantage numérique aux francophones par la suite. La plus grande cité médiévale lorraine était sans conteste Metz, ville romane, une fois qu'on avait enlevé Trèves la germanique.
L'évêché de Trèves devient une principauté archiépiscopale souveraine avec un statut d'électorat en 1198 ce qui lui permet de siéger à la diète impériale dans le collège des prélats princes-électeurs aux côtés des princes-archevêques de Mayence et de Cologne. Il a donc quitté le giron de Haute-Lorraine très tôt en l'amputant d'une partie non négligeable du territoire initial mais en gagnant en influence et en pouvoir au sein du Saint-Empire romain germanique comparé aux ducs de Lorraine qui devront patienter quelques siècles pour agrandir leur duché et gagner en pouvoir par rapport à leurs voisins et ennemis. En revanche l'archevêque de Trèves restera le métropolitain des diocèses lorrains jusqu'au concordat de 1801 qui les fait passer dans la province ecclésiastique de Besançon.
Quand, en 1139, le comté de Luxembourg est inféodé par l'empereur Lothaire III à Henri IV de Luxembourg, comte de Namur, le territoire au nord-ouest de la Haute-Lorraine passe dans le giron de la Basse-Lotharingie. Cela inclut la région de Thionville, aujourd'hui en Lorraine, mais autrefois au Luxembourg et donc quelque temps aussi dans les Pays-Bas espagnols. Les frontières du futur duché de Lorraine et celles du duché de Bar voisin commencent par conséquent à se préciser voire se stabiliser pour quelque temps. Les conflits territoriaux se sont multipliés pendant des siècles depuis l'éclatement de l'empire carolingien entre la maison d'Ardenne, les évêchés de Metz, Trèves et Verdun, la ville libre de Metz, les comtes du Luxembourg, la maison de Nassau et la maison de Lorraine.
Géographiquement le territoire du duché de Lorraine déplace son centre de gravité vers le sud de l'ancienne Haute-Lorraine où les ducs devront créer une capitale au fur et à mesure que leurs pouvoirs régaliens croîtront pour diverses raisons géopolitiques. La résistance farouche de la cité messine et des évêques de Metz très possessionnés sur le sol lorrain conduit les futurs ducs de Lorraine à se résigner à ne pas avoir l'ancienne capitale austrasienne comme capitale de leur propre duché même si les souverains lorrains suivants feront encore de nombreuses tentatives d'incorporation de cette ville au potentiel symbolique fort. Amputée de la plupart de ses terres germanophones au nord, la Lorraine ducale devient majoritairement francophone et se positionne davantage dans une aire géographique et culturelle plutôt homogène entre la Champagne et la Franche-Comté. De fait, le comté de Bitche germanophone fut vendu au comté de Deux-Ponts-Bitche en 1297, le comté de Dabo avait sa propre histoire dans le giron alsacien et le pays sarrois resta encore quelque temps dans la sphère d'influence des Nassau-Sarrebruck. La superficie de l'ancien département de la Meurthe et de l'actuel département des Vosges forme dorénavant le gros du territoire lorrain historique sur des siècles.

### Duché de Lorraine
La majeure partie du duché est comprise dans la région traditionnelle de Lorraine.
Les villes principales étaient Nancy, la capitale, la Mothe, Épinal, Lunéville, Sarreguemines, Commercy, Saint-Dié-des-Vosges, Château-Salins, Remiremont, Blâmont… Les frontières bordaient le duché de Bar (qui lui fut uni en 1419), la principauté épiscopale de Verdun, la principauté épiscopale de Metz, la principauté épiscopale de Toul, la Franche-Comté, l'Alsace, la Sarre, la principauté de Salm et le comté de Sarrewerden.
La frontière entre le duché et le comté de Bourgogne ne fut fixée qu'en 1704, par le traité de Besançon qui partagea les terres de surséance entre le duché et le royaume de France.
Le duché comprenait, en Alsace, la partie du val de Lièpvre située sur la rive gauche de la Lièpvrette : Bois-l'Abbesse, Grand-Rombach, Hingrie, Allemand-Rombach, Lièpvre, Montplaisir, Musloch, Petit-Rombach, Sainte-Croix-aux-Mines, Saint-Hippolyte, une partie de Sainte-Marie-aux-Mines, Stimbach et Vraie-Côte.
Le duché comprenait, en Sarre, Kastel, Buweiler, Rathen et Kostenbach ainsi que Freisen.

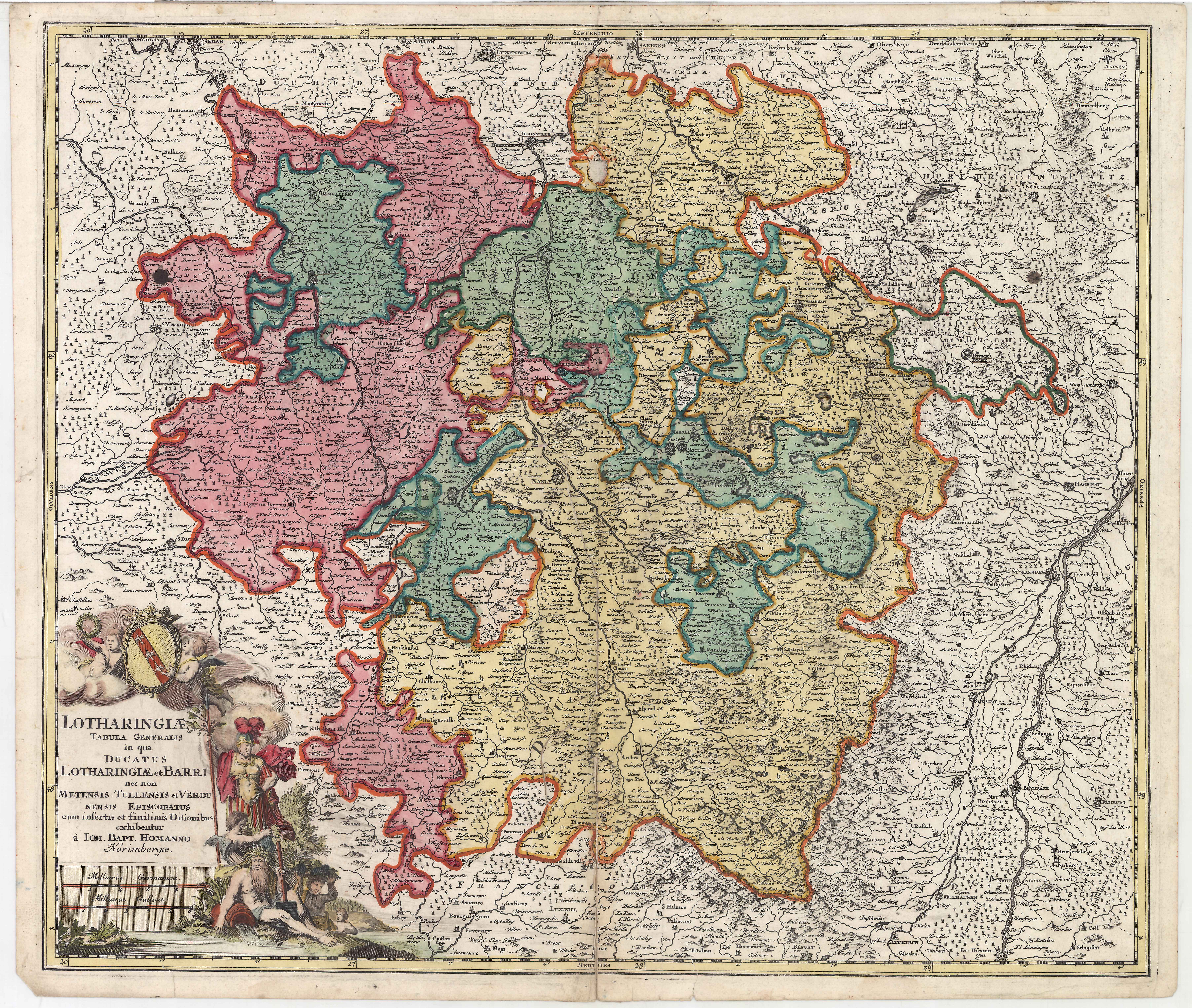
Carte de 1712, avec le duché de Lorraine (en jaune), les Trois-Évêchés (en vert), ainsi que le duché du Bar (en rouge).

Il comprenait aussi, en Rhénanie-Palatinat, Hoppstädten, Heimbach, Vertenstein, Weiersbach, Bleiderdingen et Leitzweiler.

Le duché de Lorraine (sans le duché de Bar) dans ses limites du milieu du XVIIIe siècle et les communes et départements actuels.

## Histoire

### Formation du duché

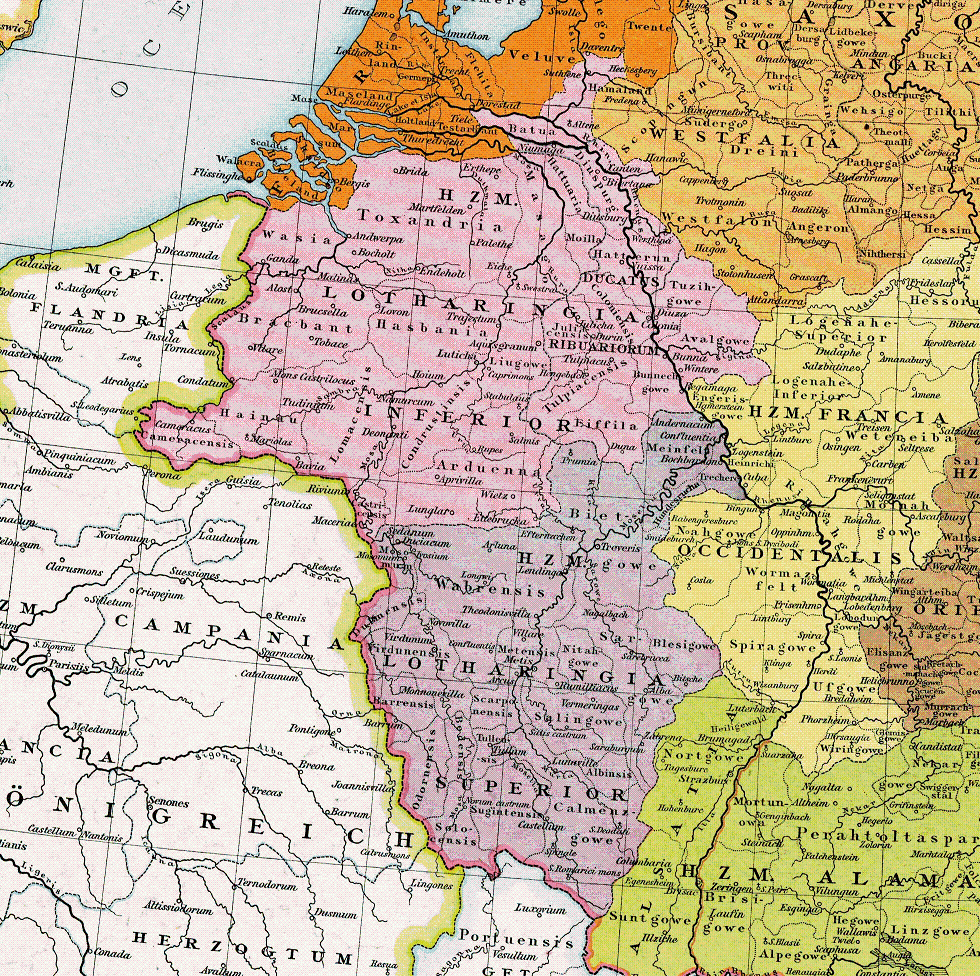
La Basse-Lotharingie et la Haute-Lotharingie vers l'an 1000.

Le territoire de la Lorraine s'est constitué à l'issue de plusieurs partages.
En 843, par le traité de Verdun, les fils de Louis le Pieux se partagèrent l'Empire carolingien. Le territoire de la future Lorraine revint à Lothaire Ier. En 855, à la mort de Lothaire Ier, ses fils se partagèrent son royaume et la partie nord revint à Lothaire II. Son royaume est désigné par Lotharii regnum, qui se déformera en Lotharingie. À la mort de Lothaire II (869), la Lotharingie fut partagée par ses deux oncles par le traité de Meerssen, mais Louis le Jeune en réunit les deux parties par le traité de Ribemont. À partir de 901, la Lotharingie fut confiée par le roi de Germanie puis l'empereur à des ducs, mais l'importance de ce duché, qui était l'un des cinq « duchés ethniques » de Germanie et une frontière face au royaume de France, ainsi que les fréquentes révoltes des ducs de Lotharingie, conduisirent en 959 Brunon de Cologne, duc de Lotharingie, et son frère l'empereur Otton Ier, à diviser la Lotharingie en deux : la Basse-Lotharingie, correspondant globalement à l'actuel Benelux, et la Haute-Lotharingie, qui deviendra le duché de Lorraine.
La Haute-Lotharingie correspondait à toute la partie de la province de Trèves située sur la rive gauche du Rhin, c'est-à-dire aux diocèses de Metz, Toul, Verdun et à la portion la plus considérable de celui de Trèves ; elle comprenait en outre la petite portion du diocèse propre de Reims qui embrassait les anciens pagi de Mouzon, de Castrice et du Dormois.
Ce dernier duché dépendra toujours du Saint-Empire romain germanique, jusqu'à l'accord qui le donna à la France en 1766. Les ducs se succédaient dynastiquement ; jusqu'à Charles Quint qui renonça à cette prérogative, ils avaient néanmoins besoin de l'investiture de l'Empereur.

### La Haute-Lotharingie
Le duc Brunon installa comme vice-duc de Haute-Lotharingie le comte de Bar Frédéric, de la maison d'Ardennes. Ce dernier prit le titre de duc de Haute-Lotharingie en 977, et la charge se transmit à ses descendants, jusqu'à Frédéric III, qui mourut en 1033. Le duché fut alors confié à un cousin, Gothelon Ier, qui était déjà duc de Basse-Lotharingie. À sa mort en 1044, son fils Godefroy II le Barbu lui succéda en Haute-Lotharingie, mais la Basse-Lotharingie ne lui fut pas attribuée. Irrité, il se révolta en 1046, mais fut vaincu, et la Haute-Lotharingie lui fut reprise. L'empereur Henri III nomma alors le comte de Metz, Adalbert d'Alsace, à la tête du duché de Haute-Lotharingie, dénommé depuis duché de Lorraine. Adalbert est alors considéré comme le premier duc de Lorraine. Au cours du XIe siècle, les villes de Trèves, de Luxembourg, ainsi que Coblence et Prüm ainsi que les entités dont elles font partie passent aux mains du duc de Basse-Lotharingie, dont le duché sera démantelé par les États qui le composent et éclatera définitivement à la fin du XIIe siècle.
Les différents troubles qui agitèrent le duché pendant cette période firent que certains seigneurs lorrains se révoltèrent et se rendirent plus ou moins indépendants :
- les Trois-Évêchés de Metz, Toul et Verdun, dont les évêques prirent le titre de comtes de ces villes et princes du Saint-Empire,
- le comté de Bar, dirigé par des descendants de Frédéric III en lignée féminine, et qui revendiqueront le duché,
- le comté de Vaudémont, attribué à un cadet de la famille d'Alsace puis à des cadets de la maison de Lorraine,
- les comtés de Salm, Blieskastel, Deux-Ponts, Sarrebruck, et Sarrewerden.

Ces différents territoires formèrent des enclaves dans le duché de Lorraine ; ils échappaient à l'autorité du duc et connurent leur propre histoire.

### La maison d'Alsace
Godefroy II, l'ancien duc évincé, ne s'avouait pas vaincu. Il fit assassiner Adalbert, à qui succéda en 1048, par la volonté de l'empereur, son frère Gérard d'Alsace. Celui-ci est pour l'Histoire Gérard Ier de Lorraine, fondateur de la maison de Lorraine qui régna jusqu'en 1737. Il fit édifier un château seigneurial à proximité d'une petite bourgade (Nanceio) qui devint plus tard la capitale des ducs : Nancy. À la mort de Gérard, Louis de Montbéliard, seigneur de Mousson, comte de Bar et beau-frère de Frédéric III contesta la succession à Thierry II d'Alsace. L'empereur trancha en faveur de Thierry, mais il devait subsister une rivalité entre les ducs de Lorraine et les comtes de Bar, qui perdurera jusqu'en 1420. Les ducs lorrains furent des fidèles de l'empereur, mais gardèrent une prudente réserve pendant la querelle des Investitures. Au XIIIe siècle, Thiébaud Ier qui combattit au côté d'Othon IV de Brunswick à Bouvines, fut fait prisonnier. Libéré, il lutta contre Frédéric II de Hohenstaufen, qui incendia Nancy. Des litiges avec le comte de Champagne où il fut également vaincu l'obligèrent à se déclarer vassal du comte de Champagne pour quelques fiefs situés à l'ouest de ses États.

Premières armes des ducs de Lorraine, utilisées dès Ferry Ier.

Quelque 70 ans plus tard, le mariage entre Jeanne de Champagne et Philippe IV le Bel le plaça dans la vassalité directe du roi de France. L'influence française commença à se faire sentir en Lorraine. Le duc Raoul combattit à Crécy aux côtés des Français, et y fut tué, en 1346. Son petit-fils Charles II, prit le parti de la Bourgogne dans le conflit des Armagnacs et des Bourguignons, mais après la mort de Jean sans Peur et avec la politique ouvertement pro-anglaise de Philippe III le Bon, il opta pour une politique de neutralité et maria en 1420 sa fille Isabelle avec René Ier d'Anjou, un prince capétien de la maison d'Anjou-Valois, héritier du comté de Bar, et futur beau-frère du roi Charles VII.

### DeRenéIerd'Anjou aux guerres de religion

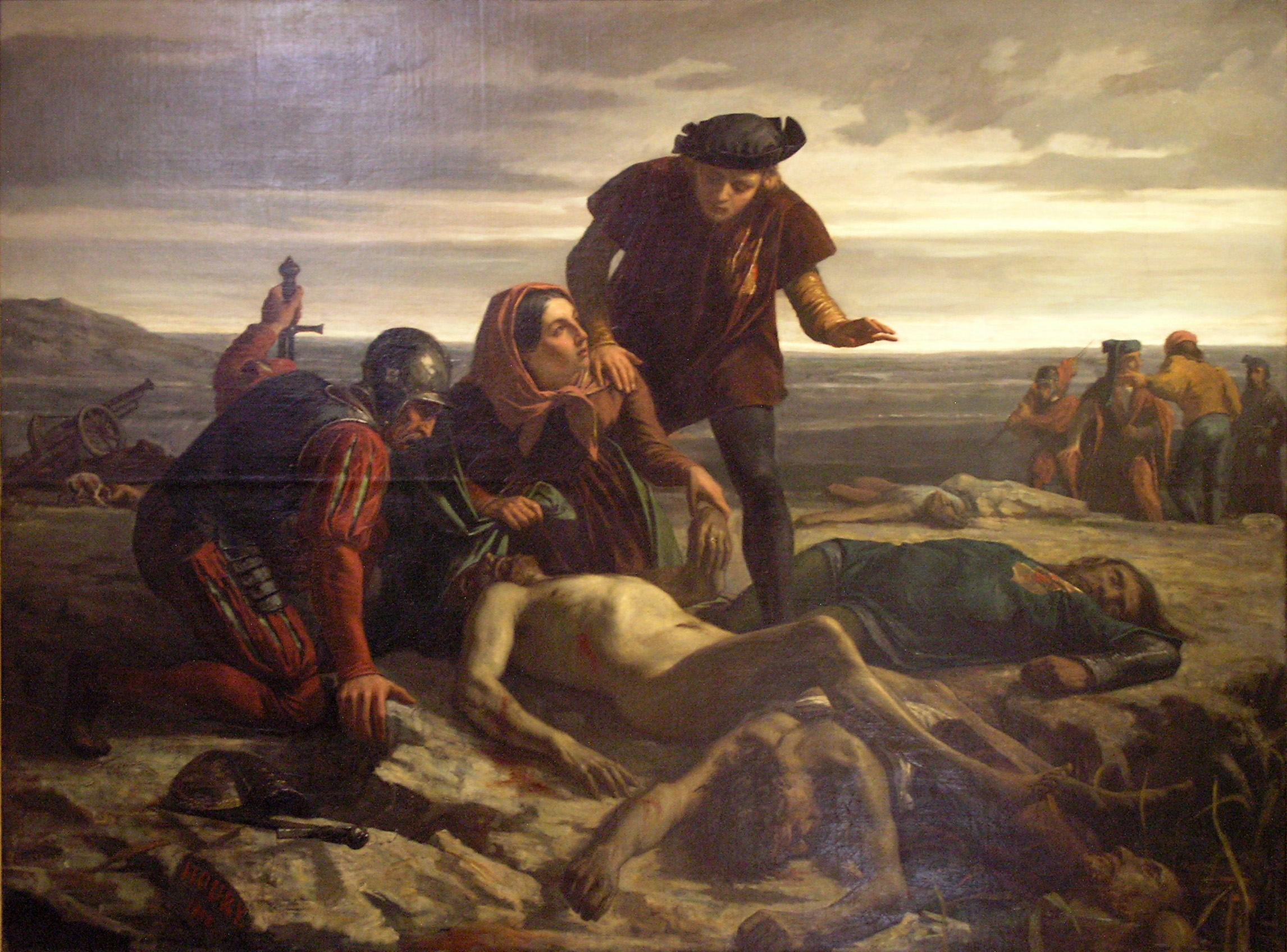
Mort de Charles le Téméraire en 1477.

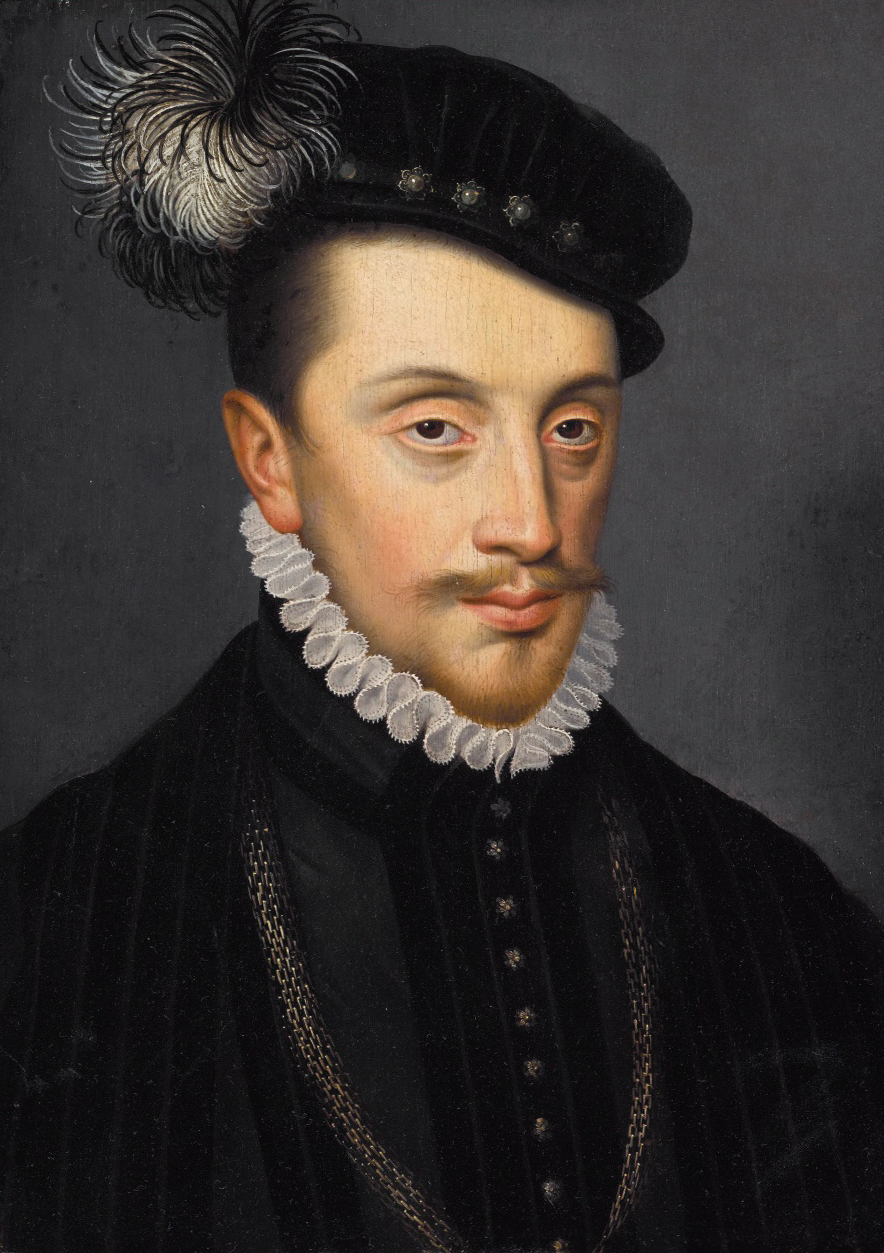
Charles III le Grand (1543-1608).

À Charles II succéda sa fille Isabelle Ire de Lorraine ; l'époux d'Isabelle, René Ier d'Anjou, déjà duc de Bar, prit également le titre de duc de Lorraine. Mais la succession fut également revendiquée par Antoine, comte de Vaudémont, neveu de Charles II, en tant que plus proche héritier par les mâles. Antoine fut soutenu par Philippe III le Bon, duc de Bourgogne ; René, battu en 1431 à Bulgnéville, fut emmené en captivité à Dijon. Il ne fut libéré qu'en 1437 ; étant devenu entretemps duc d'Anjou, comte de Provence et roi de Naples, il quitta la Lorraine pour rejoindre ses nouveaux États, laissant la Lorraine à son fils Jean II (Jean de Calabre). En 1473, le duché passa à René II, petit-fils à la fois de René Ier et d'Antoine de Vaudémont. Il dut défendre son duché contre Charles le Téméraire, qui mourut devant Nancy en 1477 (cf. bataille de Nancy). Mais René se brouilla avec Louis XI, qui lui refusa l'héritage de son grand-père et notamment le duché d'Anjou. René II se rapprocha alors de l'Empire. Pour échapper à la suzeraineté française, il légua tous ses domaines français, dont le comté de Guise, à son second fils Claude, qui fut naturalisé français par le roi François Ier et fut la tige de la maison de Guise.
Antoine Ier, le fils aîné de René II, se rapprocha de la France et intervint avec vigueur durant la guerre des paysans. Celle-ci avait éclaté dans le Saint-Empire, essaimé dans la partie germanophone du duché ainsi qu'en Alsace. En 1542, le traité de Nuremberg fit du duché de Lorraine un État souverain affranchi de la vassalité à l'empereur. Par la suite, le duc de Lorraine reprit part aux affaires de l'Empire par l'acquisition du titre de marquis de Nomeny qui lui donnait droit de vote aux Diètes. En 1552, le roi de France Henri II prit les Trois-Évêchés. L'empereur Charles Quint avait alors renoncé à sa suzeraineté sur la Lorraine qui devint pour lors indépendante. Durant les guerres de religion, le duc Charles III soutint la Sainte-Ligue, dirigée par ses cousins de Guise, mais refusa d'intervenir directement dans les conflits. À la mort du roi Henri III, Charles n'accepta pas que la France revienne à un protestant et proposa la candidature de son propre fils, le prince héréditaire Henri de Lorraine, neveu d'Henri III de France par sa mère Claude de France. Mais la Ligue lui apporta peu de soutien, et la conversion d'Henri IV mit un terme à cette prétention ; pour sceller la réconciliation, le prince Henri de Lorraine épousa la sœur d'Henri IV, Catherine de Bourbon.

### Entre France et Autriche

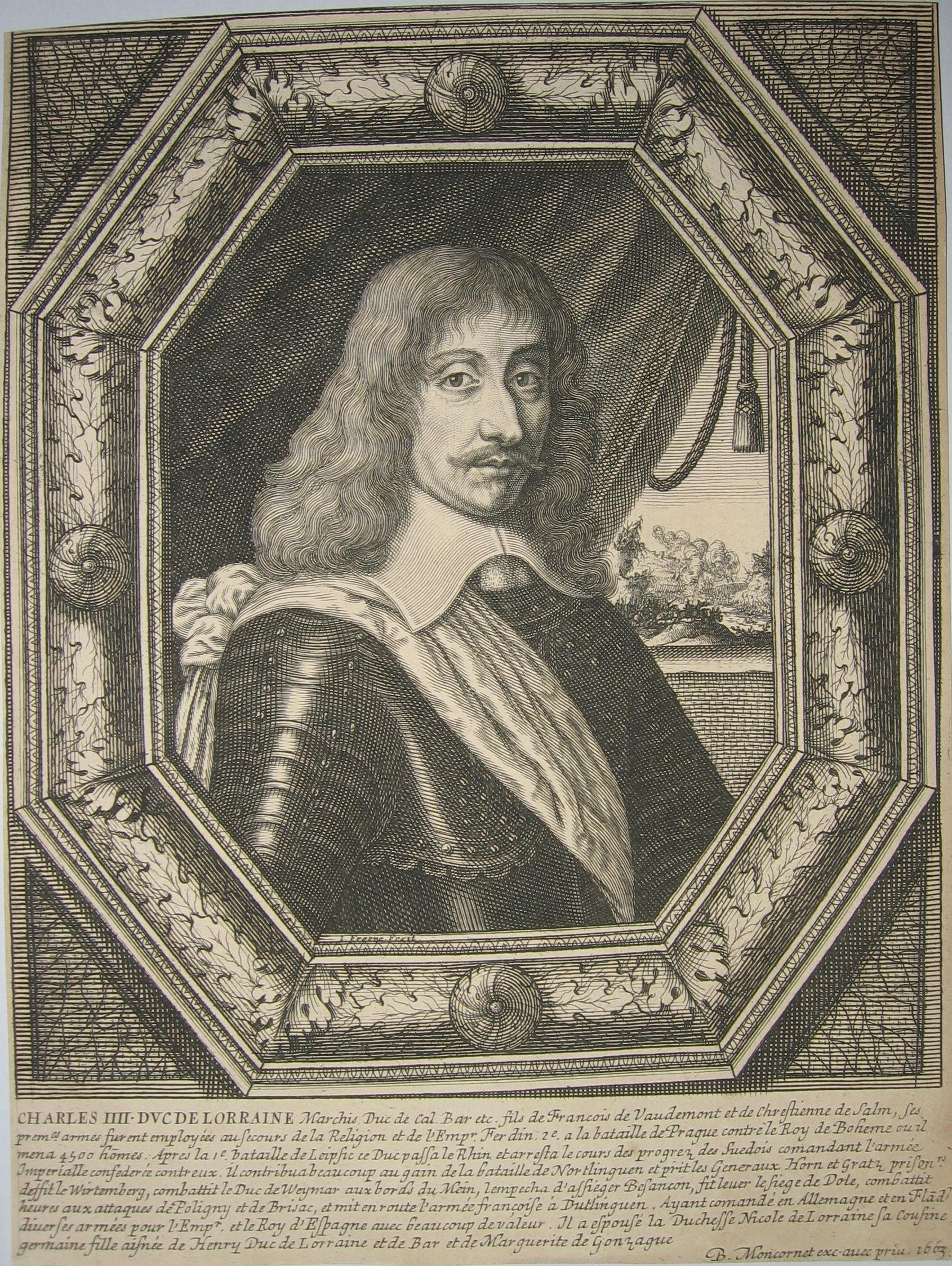
Charles IV (1604-1675).

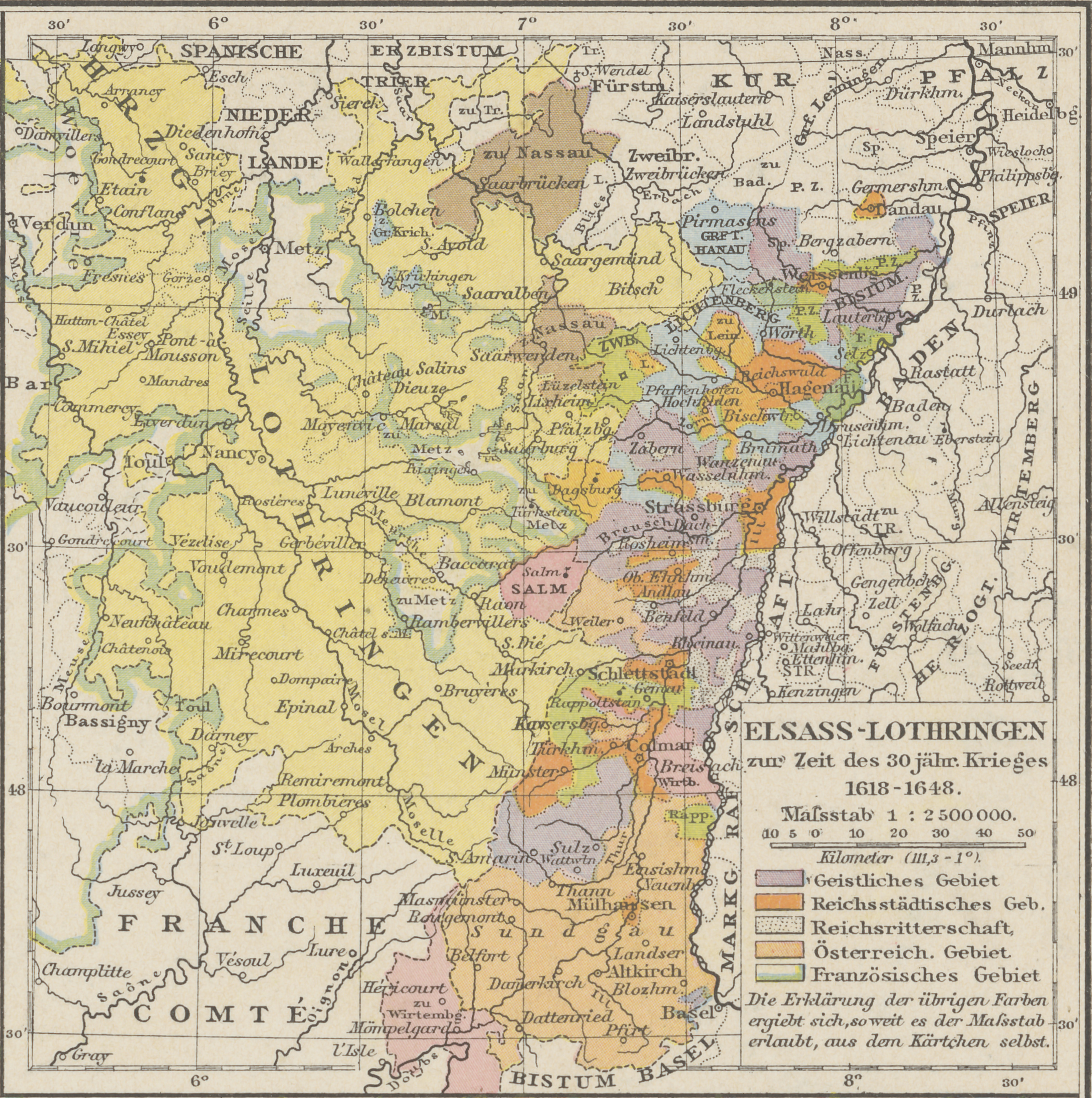
Le duché de Lorraine (en jaune), pendant la période 1618-1648.

La mort du duc Henri II (1624) annonça une succession difficile. Un testament de René II retrouvé fort à propos avait précisé que la Lorraine ne devait se transmettre qu'en lignée masculine, mais Henri II, sans fils, avait désigné selon la tradition pour lui succéder sa fille Nicole, mariée à son cousin germain, Charles de Vaudémont, qui devait tenir le rôle de « duc consort ». Mais Charles poussa son père François de Vaudémont, le frère cadet du défunt duc, à revendiquer le duché : il obtint gain de cause un an plus tard, mais abdiqua presque aussitôt en faveur de son fils. Nicole était ainsi évincée de la succession malgré les dispositions de son père, et Charles recevait la pleine souveraineté. Le roi de France Louis XIII ayant manifesté son opposition à cette succession, Charles IV se rapprocha des Habsbourg de Vienne, ayant déjà combattu à leurs côtés les princes protestants, et accueillant dans ses États les opposants au roi de France et notamment le duc d'Orléans, frère et héritier de Louis XIII qui avait épousé la sœur du duc Marguerite de Lorraine.
Les troupes françaises occupèrent la Lorraine et Charles IV dut abdiquer en 1634 en faveur de son frère Nicolas-François, jugé plus malléable par Richelieu et le roi de France. Le roi de France désire aussi s'emparer de la sœur de la duchesse Nicole, héritière potentielle des duchés, et la marier à un gentilhomme français. Nicolas-François, évêque à titre honorifique, s'octroie une dispense canoniale l'autorisant à renoncer à la vie ecclésiale, et à épouser sa cousine Claude, autant d'initiatives qui seront approuvées par le pape a posteriori. Le couple échappe à la tutelle française en s'enfuyant le 1er avril 1634, trouve refuge en Toscane auprès de leur tante la grande-duchesse Christine de Lorraine, épouse de Ferdinand Ier de Médicis. La duchesse Nicole, abandonnée de tous est emmenée à Paris, mi-hôte d'honneur mi-otage.
En 1635, les troupes de Christine, reine de Suède, ravagent la Lorraine tandis que Charles IV tente de reconquérir son duché mais sans succès, et la Lorraine est de nouveau ravagée puis occupée par les Français. Les Trois-Évêchés sont définitivement réunis à la France en 1648, les duchés lorrains, après une brève accalmie entre 1641 et 1644, restent occupés par les troupes françaises. À l'exception de brèves périodes, les ducs ne pourront plus séjourner en Lorraine jusqu'en 1697 : par le traité de Ryswick, Louis XIV rend alors le duché au duc Léopold, né à la cour de Vienne, mais qui épousa pour l'occasion une des nièces du roi de France, la princesse Élisabeth-Charlotte d'Orléans. À cette époque, la Lorraine est non seulement enclavée en territoire français car l'Alsace et la Franche-Comté sont devenues françaises, mais aussi les Trois-Évêchés et la Route d'Alsace — étant également aux mains de la France — sont autant d'obstacles à la souveraineté du jeune duc. De plus, sur le plan spirituel, il n'y a toujours pas d'évêché lorrain et les titulaires des trois diocèses locaux, Toul, Metz et Verdun, gentilshommes français, sont autant de relais de l'influence française auprès des populations lorraines.

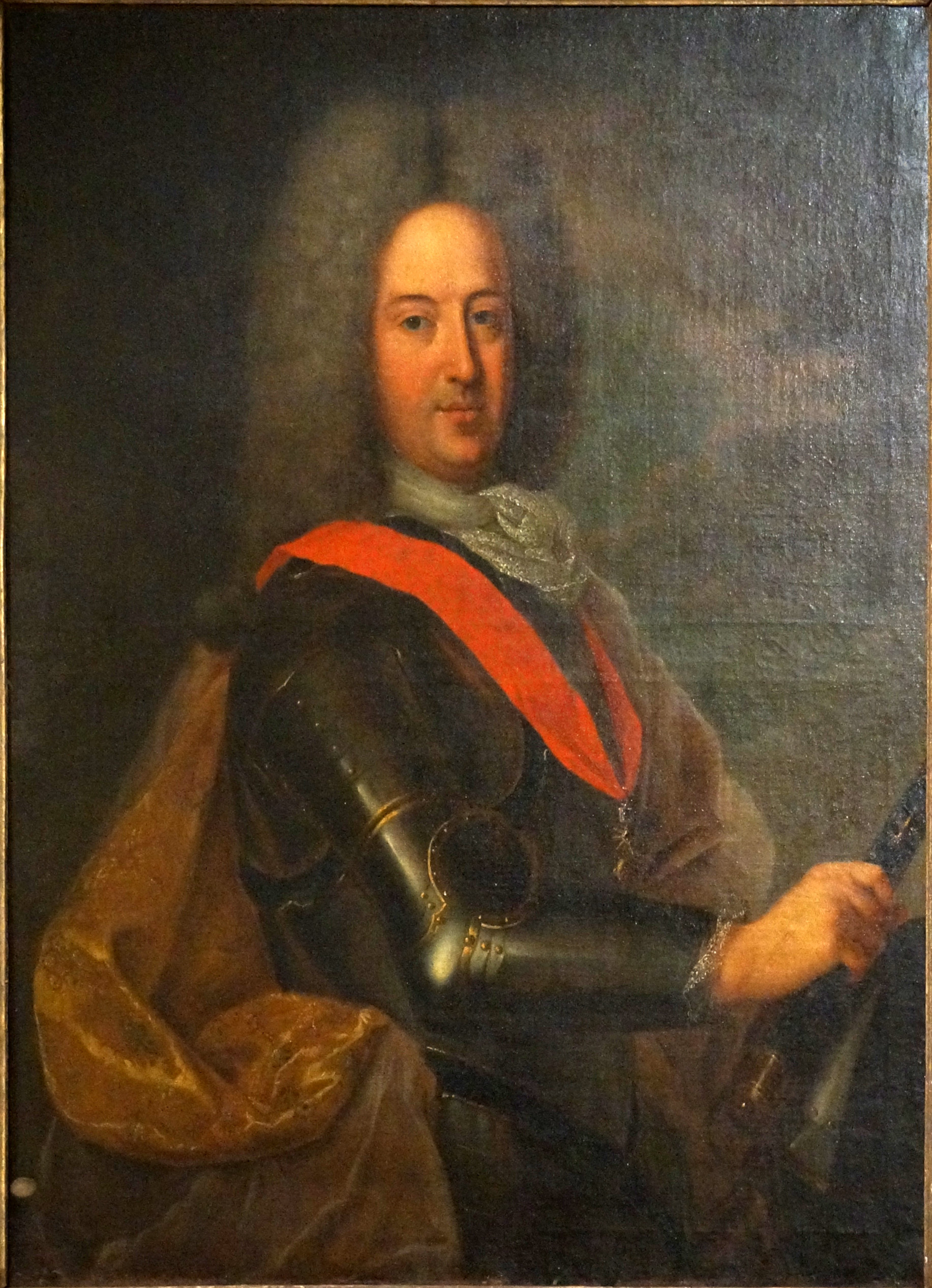
Léopold Ier (1679-1729).

Le duc Léopold Ier de Lorraine et de Bar qui arrive à Nancy en 1697 est un jeune homme de 18 ans dont les États patrimoniaux sont exsangues et la marge de manœuvre étroite. Filleul et neveu de l'empereur, il épouse quelques mois plus tard la nièce du roi de France. Néanmoins, le déclenchement de la guerre de Succession d'Espagne entraîne une nouvelle occupation (pacifique cette fois) des duchés par les troupes françaises ; Léopold et sa cour quittent Nancy pour s'établir au « Versailles lorrain », le château de Lunéville. Avec la mort de Louis XIV et la Régence, les relations entre la Lorraine et la France se détendent : le régent est le frère de la duchesse et un traité de rectification de frontières favorable à la Lorraine est signé en 1718. Nonobstant, en 1720, la tentative de création d'un évêché lorrain étant sur le point d'aboutir puisque le pape y consent, l'opposition française fait échouer le projet et les relations franco-lorraines en pâtissent. Le mariage de Louis XV avec une princesse polonaise en exil et sans fortune plutôt qu'avec une de ses cousines lorraines exaspérera la rancœur de Lunéville envers Versailles.
Déjà en 1723, le prince François héritier du trône avait été envoyé terminer son éducation à Vienne, le duc et la duchesse espérant marier le futur duc de Lorraine à l'héritière de l'empereur. En effet, si les ducs de Lorraine, depuis Charles V, se sont rapprochés des Habsbourg d'Autriche ; un mariage autrichien va pourtant les amener à céder la Lorraine à la France.

### Annexion à la France

Le roi Stanislas créant le marquis de La Galaizière chancelier de Lorraine au château de Meudon le 18 janvier 1737.

En 1736, le fils de Léopold, devenu François III, épouse l'archiduchesse Marie-Thérèse d'Autriche, héritière des Habsbourg. Par ce mariage, il peut devenir empereur, et apporter ainsi ses duchés aux Habsbourg, les protégeant à jamais des convoitises françaises. Or, l'Alsace et la Franche-Comté ont été progressivement annexées au royaume de France au cours du règne de Louis XIV. Dans cette situation, la Lorraine et le Barrois sont quasiment une enclave étrangère dans le territoire français : Louis XV et le cardinal de Fleury refusent de les voir passer totalement entre les mains d'une grande puissance étrangère, qui plus est l'Empire, son ennemi héréditaire. Louis XV et l'empereur Charles VI concluent alors un accord qui s'articule avec les dispositions du traité de Vienne (1738), en vertu de quoi François abandonne la Lorraine à la France pour la Toscane dont le grand-duc se meurt sans héritier ; en compensation, la France accepte la Pragmatique Sanction de l'Empereur qui fait de Marie-Thérèse son héritière (conjointement avec son futur époux, François).
Les Lorrains sont pourtant fidèlement attachés à leur maison souveraine. Afin de ménager les susceptibilités, de ne plus subir la gêne d'être le gendre d'un prince proscrit, de faire plaisir à sa femme et de donner un état stable et lucratif à ce beau-père qu'il méprise, Louis XV n'annexe pas immédiatement les duchés à la France : il les remet, à titre viager, à son beau-père l'ex-roi de Pologne Stanislas Leszczyński, qui en est à partir de 1737 le dernier duc souverain. En contrepartie, Stanislas accepte la nomination par son gendre d'un chancelier qui exercera la réalité du pouvoir et préparera l'annexion proprement dite des duchés. Le pouvoir militaire est confié au duc de Belle-Isle déjà titulaire de la charge pour les Trois-Évêchés.
À la duchesse douairière de Lorraine est laissée la minuscule principauté souveraine de Commercy recréée pour l'occasion. La duchesse s'y retire après avoir brillamment célébré les noces de sa fille aînée avec le roi de Sardaigne. Elle meurt à Commercy quelques mois avant l'élection de son fils comme empereur.
Stanislas, ayant régné près de trente ans, meurt accidentellement en février 1766. La Lorraine et le Barrois sont définitivement annexés à la France et réorganisés.

## Administration ducale

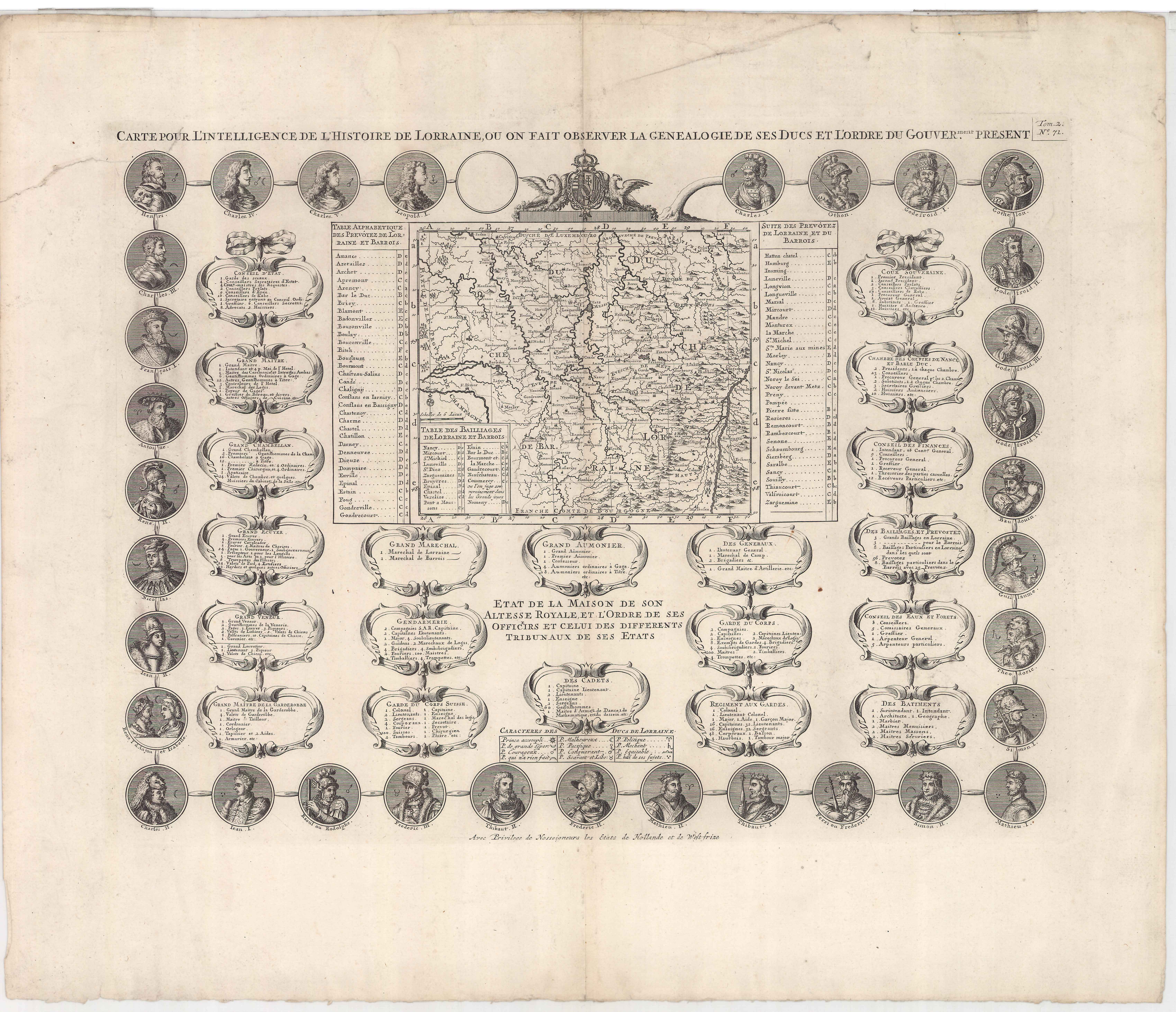
Siège administratif de Lorraine 1705

À la tête de la hiérarchie, se trouvait le duc de Lorraine et de Bar. Toutefois, ce serait une erreur de croire[évasif] qu'avant la Révolution, on ne connaissait que le régime du pouvoir absolu. Ici, du moins jusqu'au XVIIe siècle, le gouvernement était vraiment[Quoi ?] constitutionnel.

### États généraux
Chaque année, en effet (plus souvent même quand les circonstances l'exigeaient), les états généraux de Lorraine se réunissaient, généralement à Nancy. Ils comprenaient :
- la noblesse, c'est-à-dire les membres de l'ancienne chevalerie lorraine dont les chefs de famille composaient le Ban ducal (la magistrature suprême du duché), et avec le temps, les anoblis, non pas un certain nombre d'entre eux, mais tous ceux qui voulaient s'y rendre,
- le clergé (non pas des membres élus dans son sein, mais ceux qui occupaient telle ou telle situation privilégiée, comme le doyen de la Primatiale de Nancy ou le prieur de Châtenois),
- le tiers état, c'est-à-dire les députés des villes ou des bourgades entourées de murailles, nombreuses en Lorraine au Moyen Âge.

La puissance des états généraux était très grande : succession au trône, tutelle du duché, lois et impôts, toutes les affaires importantes étaient soumises à leur décision. On voyait rarement le duc modifier ce qu'ils avaient résolu. C'était une garantie pour le peuple, mais une gêne pour la puissance ducale qui chercha à s'affranchir de ce contrôle. La réunion de 1629 fut la dernière, Charles IV remit toujours à plus tard la convocation des états généraux et l'occupation de la Lorraine par les Français favorisa son dessein. Après le traité de Ryswick en 1697, Léopold se garda bien de rétablir les états, malgré toutes les réclamations. Faisant de son duché une petite monarchie absolue à l'image de la grande dont il était le voisin, il y leva des impôts sans contrôle, il y rendit souverainement la justice. Du reste, son peuple n'en fut pas plus malheureux, tant il avait à cœur de lui faire du bien. Son fils François III l'imita. Mais après son départ pour l'Autriche en 1737, les Lorrains durent subir les ordres d'un intendant sans pitié, représenté au bailliage par son subdélégué : ils eurent beaucoup à souffrir des abus et de la détresse financière du gouvernement sous lequel ils passaient. Aussi accueillirent-ils avec joie, en 1789, la réunion des états généraux qui rappelaient une de leurs plus anciennes institutions et qui dans leur pensée devait mettre fin à leurs maux !

### Conseil d'État
Du temps des états généraux, comme après leur suppression, le duc de Lorraine exerçait son gouvernement par son Conseil d'État, plus souvent appelé Conseil privé, qu'il présidait tous les jours.
Déjà parfaitement organisé au XVIe siècle sous le régime de Charles III, ce Conseil vit François III en 1729 et Stanislas à son arrivée en Lorraine (1737) en modifier sa composition, mais ses attributions restèrent à peu près les mêmes. Comme de nos jours, dans notre Conseil des ministres, on traitait ce qui concernait la bonne administration des duchés de Lorraine et de Bar, puis, le conseil terminé, les secrétaires (comme les actuels employés de ministères) rédigeaient les instructions à donner à l'intérieur et à l'extérieur, car le duc de Lorraine entretenait aussi des ambassadeurs dans la plupart des cours étrangères.

### Bailliages

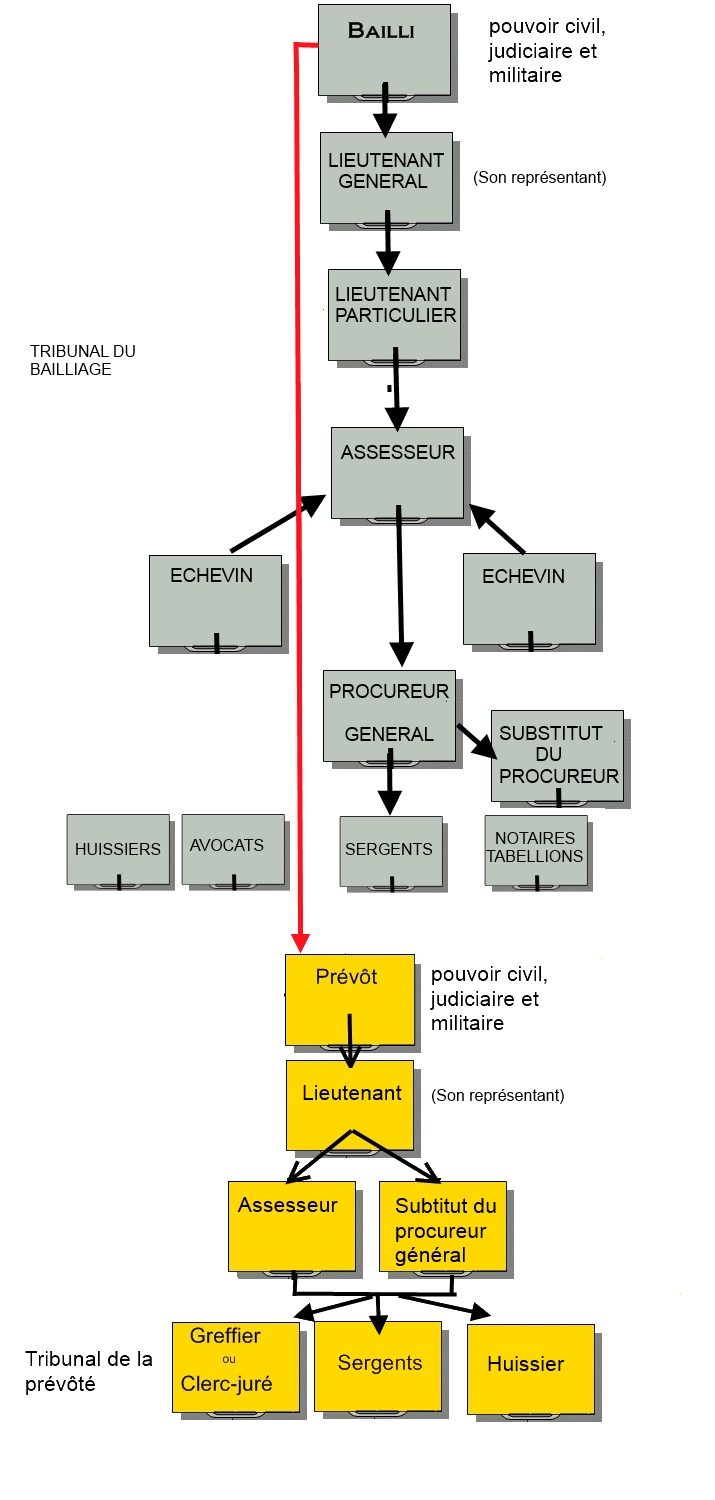
Hiérarchie des offices du duché de Lorraine.

Les ducs de Lorraine établirent sur leurs terres les 3 bailliages de : Nancy (dit aussi Bailliage françois), de Vôge et d'Allemagne, zones administratives se répartissant les prévôtés. À la tête du bailliage se trouvait le bailli, chef du pouvoir civil. C'est à lui que le duc de Lorraine adressait ses ordonnances : lettre de S.A. aux baillis de chaque province :
- sur les levées de gens de guerre,
- pour transporter le grain en lieu clos et fortifié,
- sur les précautions à prendre contre la contagion,
- mandement de S.A. au sieur bailli de Vôge pour le fait de la chasse,
- pour faire informer contre le receveur de Neufchâteau sur des levées de deniers, etc.

Le bailli devait faire publier l'ordonnance au chef-lieu de bailliage, la transmettre aux prévôts, et veiller à ce que ceux-ci la fassent publier et exécuter.

« Et enfin que nul n'en prétende ignorance, vous ferez publier cette nostre présente ordonnance à cri public et commanderez à tous les prévôts de tenir la main et avoir l’œil, que le contenu soit entretenu, sur peine d'en répondre. Sy n'y ferez faute, car ainsi nous plaît. »

Chef du pouvoir judiciaire, le bailli présidait le tribunal du bailliage et même celui des Assises, mais il n'avait pas voix délibérative, ses fonctions se bornaient aux actes préparatoires et exécutoires de la justice. Chef militaire, le bailli enrôle les hommes nécessaires, les conduit à l'armée ducale, leur commande en temps de guerre. En temps de paix, les troupes en garnison obéissent au bailli comme au chef de leur province. Dans l'organigramme hiérarchique, après le bailli, venait le lieutenant général. Il aidait le bailli et le remplaçait en son absence. On citera par exemple à Mirecourt, Louis Pierre Alba, seigneur de Ravon et de Villers, signalé en 1746 pour une vente de terres ; à Neufchâteau, de 1765 à 1781, Claude Sauville (vendeur d'un gagnage à La Neuveville), puis Jean Claude Cherrier (élu député aux états généraux).
Après le lieutenant général, intervenait le lieutenant particulier qui lui venait en aide. C'est ainsi qu'en 1790, Joseph Daniel Maire exerce les fonctions du lieutenant général député à l'Assemblée nationale. Il y avait ensuite un assesseur et quelques conseillers appelés autrefois échevins. Claude Quinot, par exemple, qui fut président du Directoire du département des Vosges, avait été assesseur au bailliage de Neufchâteau. Il y avait enfin le procureur général et son substitut. Parmi les procureurs connus, on citera, par exemple, Louis Malcuit, dépossédé de sa charge par Louis XIII en punition de sa fidélité au duc Charles IV. Sans parler des avocats, des huissiers, des sergents, des notaires, on fera seulement remarquer qu'à part le bailli et ses lieutenants, les autres officiers du bailliage exerçaient des fonctions plutôt judiciaires.

### Prévôtés
À la tête de la prévôté, se trouvait le prévôt, qui y exerçait un triple pouvoir : civil, judiciaire et militaire. Il faisait publier et adressait aux maires les ordonnances ducales qu'il recevait du bailli. Il poursuivait les malfaiteurs, surveillait les foires et rendait la justice en temps de paix. En temps de guerre, il commandait le contingent de sa circonscription territoriale. On conçoit que le prévôt n'ait pas toujours eu à se louer de soldats levés sans aucune préparation. Dans la guerre des Rustauds, en 1525, le duc Antoine, par exemple, fut si mécontent de l'indiscipline des contingents de Châtenois et de Dompaire qu'il les renvoya dans leur pays.
Au-dessous du prévôt se trouvait son lieutenant. Avec eux, il y avait un assesseur, un substitut du procureur général. Un huissier, un sergent, un greffier complétaient le tribunal de la prévôté. Ici, comme au chef-lieu du bailliage, les offices, à part ceux du prévôt et de son lieutenant, étaient plutôt des offices de judicature.

### Municipalités et communautés villageoises
Avant d'avoir une administration commune, les habitants des villages étaient taillables et corvéables à merci, ils étaient la chose du seigneur. L'origine de ce pouvoir absolu d'une caste privilégiée sur la masse a des causes multiples :
1. La constitution de la propriété rurale telle qu'elle était dans la Gaule romaine, c'est-à-dire l'existence de grands domaines possédés par des nobles et cultivés par des esclaves qui y restaient et qu'on vendait avec le fonds ;
2. Les invasions des Barbares pendant lesquelles les populations sans défense achetaient la protection des grands propriétaires devenus guerriers, en aliénant ce qui leur restait de liberté ;
3. La disparition avec les derniers Carolingiens du pouvoir central qui cessa de gouverner, de défendre ses sujets et abandonna aux grands propriétaires tous les soins d'ordre public, comme la police et la justice. Au fur et à mesure que ce pouvoir se rétablit et se fortifie en Lorraine avec les ducs et en France avec les Capétiens, la puissance des seigneurs diminue, les sujets recouvrent une certaine indépendance.

Ce fut en 1192 que commença l'affranchissement des communes. Guillaume, l'archevêque de Reims, fonda sur ses terres la ville de Beaumont-en-Argonne et accorda des privilèges à ceux qui viendraient s'y fixer. Sans doute gardait-il son triple caractère de propriétaire privilégié, de justicier et de chef militaire, mais il substituait pour l'avenir des redevances fixes aux exigences arbitraires du passé. La charte ou loi de Beaumont fut accueillie avec joie comme une amélioration notable dans la condition des personnes. Bientôt les seigneurs l'accordèrent tantôt spontanément, tantôt à la sollicitation de leurs peuples. On appelait cette concession : mettre à la loi ou à la franchise de Beaumont. Les ducs de Lorraine s'empressèrent d'affranchir leurs sujets. Les seigneurs particuliers de leurs États se virent peu à peu contraints de les imiter, ce qui diminua leur puissance au grand avantage du souverain.
La communauté villageoise, qui possède les forêts et les terres que son seigneur lui a données, s'administre sous le contrôle des officiers du prince : le prévôt et le bailli. À sa tête, se trouve le mayeur qui a des pouvoirs très étendus. Il publie les ordonnances du souverain, il fait la déclaration des conduits qui doivent payer la redevance, il lève les impôts, il gère les biens particuliers de la communauté, il visite les forêts, les chemins, les fours et les cheminées, il fait des règlements de police, il taxe les amendes pour mésus champêtres, il juge même en matière civile en première instance. Il est secondé dans sa tâche par : les échevins qui siègent au nombre de trois : le maître échevin appelé parfois lieutenant du maire, l'échevin et le petit échevin, le sergent appelé aussi doyen, et le greffier, du moins à partir de 1583, date de son institution.
Chaque année, vers la Saint-Martin (11 novembre), a lieu le plaid annuel. Le dimanche précédent, à la sortie de la messe paroissiale, le maire prévient les habitants, du jour, du lieu et de l'heure où se tiendra le plaid. Tous doivent s'y trouver sous peine d'amende. À l'heure fixée, le maire déclare la séance ouverte, il constate les absences, prononce l'amende à moins d'excuse légitime ; il défend aux habitants de troubler la réunion par des cris ou du bruit et quitter avant la fin. Le greffier lit alors l'énumération des droits, cens et redevances au seigneur. Puis c'est le tour des amendes champêtres encourues dans l'année. Après la lecture de chaque procès-verbal et les observations du délinquant, le maire « échaque » (c'est-à-dire « prononce ») l'amende. Il doit à son tour rendre compte de son administration, de sa gestion des biens communaux. Après cela, et chaque année, a lieu l'élection par les habitants de nouveaux fonctionnaires : maire, échevin, sergent, greffier, bangard et forestiers, et la prestation du serment. « Le maire qui sort de charge, dit un ancien compte de La Neuveville (1667), reçoit le serment de celui qui entre en icelle. » On[Qui ?] agrée ensuite le paulier présenté par les décimateurs, on fixe le salaire du maître d'école, du pâtre, on décide des réparations à faire à l'église, à la maison du curé, au pont du ruisseau, au chemin vicinal, on promulgue quelques nouveaux règlements de police dans l'intérêt de tous. On renouvelle les anciens, on rappelle par exemple qu'il est défendu de fréquenter les cabarets, d'anticiper sur les chemins, de faire du charivari aux noces, d'aller dans les écuries avec des lanternes non fermées, d'enlever les grains avant qu'ils soient dîmés, de conduire à l'église des petits enfants qui troubleraient les offices, etc. On termine en rédigeant le procès-verbal de la séance qui est signé par tous les fonctionnaires nommés. Ces plaids annaux qui rappelleraient le souvenir des temps éloignés où le seigneur rassemblait ses sujets pour recevoir leurs hommages, leurs redevances, et leur rendre justice furent organisés d'une manière uniforme en 1598 par une ordonnance de Charles III et durèrent jusqu'à la Révolution.
Avec le temps, apparaissent quelques modifications dans l'administration des communautés. De bonne heure, le maire a été déchargé de l'administration des forêts qui passe aux grueries. À partir de 1615, il ne lève plus les impôts, cette tâche est confiée à l'élu en attendant l'institution au siècle suivant des asseyeurs et collecteurs. En 1665, le duc Charles IV lui enlève, du moins dans la prévôté de Châtenois, l'administration de la justice en matière civile. Avec le XVIIIe siècle, à la suite de l'occupation française, le contrôle du pouvoir ducal s'imposa davantage dans l'administration des communautés. C'est ainsi que l'ordonnance de 1707 complétée par celle de 1753, enleva définitivement aux habitants qui l'exerçaient encore le droit de créer chaque année le maire et autres officiers municipaux. Ceux-ci, nommés par le prévôt, étaient tenus d'accepter et de prêter serment au chef-lieu de la juridiction lorsqu'ils en étaient requis. On lit par exemple dans le compte de 1717 : « aux prévôts, substitut et greffier de Châtenois : 3 livres pour création du maire. » Après la réorganisation administrative de 1751, le plaid annuel continuait cependant d'exister. « À ce jour de novembre qu'ils choisiront, disait l'ordonnance, les maires réuniront la communauté qui devra assister sous peine d'amende pour élire les bangard et forestiers si les asseyeurs et collecteurs, pour indiction des moissons et des vendanges, pour l'établissement des pauliers présentés par les décimateurs, et recevront les serments des dits bangard, forestiers, asseyeurs et collecteurs et pauliers et dresseront procès-verbal. »
En 1738, l'administration communale en place depuis des siècles, composée du maire, des échevins, du sergent et du greffier, fut singulièrement modifiée par Stanislas. En effet, une des premières ordonnances supprima les échevins et établit un syndic élu chaque année par les habitants, pour la gestion des deniers communaux. Le maire se trouvait ainsi chargé seul de la police, mais était chargé de la comptabilité communale. À partir de cette époque, l'administration de la communauté comprenait donc le maire, son lieutenant, le sergent et le greffier nommés par le prévôt « pour l'exercice de la police, l'exécution les ordres de son Altesse et la taxe des amendes champêtres », et de plus, le syndic élu par les habitants pour la gestion des biens communaux. Bientôt, celui-ci, à cause de l'importance de ces fonctions, et aussi parce qu'il était l'élu de la population, prit une influence prépondérante dans les affaires de la communauté. Toutes les pièces de cette époque commencent par ces mots : les syndic, maire et habitants réunis en corps de communauté. Le contrôle établi par Léopold sur l'administration des communautés devint plus rigoureux avec Stanislas, et surtout après la réunion de la Lorraine à la France. Les communautés n'avaient plus aucune liberté, en tout, il leur fallait subir la volonté toute puissante de l'intendant et de son délégué au bailliage. Ce régime dura un demi-siècle ; mais enfin il fallut céder aux réclamations unanimes d’un peuple qui voulait être entendu, qui voulait avoir part à l’administration de ses intérêts.
L’édit du 8 janvier 1787 créa des assemblées provinciales, les assemblées du district, et réorganisa les assemblées communales. Les assemblées provinciales eurent lieu à Nancy. On s’accordait alors à penser que les assemblées des villages étaient trop nombreuses. On substitua donc aux réunions tumultueuses de toute la communauté, telles qu’elles avaient eu lieu jusque-là, un conseil composé de 3 ou 6 membres suivant les lieux, élus par tous les propriétaires âgés de plus de 25 ans, du seigneur, du curé, du greffier, et d’un syndic également élu, qui devait savoir lire, écrire, et appartenir à la première classe des contribuables.